# Suchonica
Suchonica is een geslacht van uitgestorven chroniosuchide reptiliomorfen uit afzettingen uit het Laat-Perm (Laat-Tatarien) van de Sukhonaformatie van de regio Vologda uit Rusland. Het werd voor het eerst benoemd door V. K. Golubev in 1999, op basis van een voorste pantserplaat, wellicht van de nek (PIN, nr. 4611/1). 
De typesoort is Suchonica vladimiri. De geslachtsnaam is afgeleid van de rivier de Soechona. De soortaanduiding eert de paleoichthyoloog Wladimir Masjin welke het fossiel vond.